# Дзьобова акула
Дзьобова акула (Deania) — рід акул родини Ковтаючі акули ряду Катраноподібні. Має 4 види. Інша назва «довгоморда колюча акула». Рід отримав назву на честь американського вченого В. Діна (W. Dean).

## Опис
Загальна довжина представників цього роду коливається від 1 до 1,25 м. Спостерігається статевий диморфізм: самці менші за самиць. Голова невелика. Рило доволі витягнуте. Звідси походить назва цих акул. У різних видів має різноманітну форму. Ніздрі обрамлені короткими складками шкіри. Тулуб стрункий, вкритий вилкоподібною лускою. Грудні та черевні плавці помірного розміру. Спинні плавці доволі великі з рифленими шипиками. Забарвлення темно-сірого або коричневого кольору.

## Спосіб життя
Тримаються на глибинах від 150 до 1500 м. Доволі активні хижаки. Живляться костистими рибами, глибоководними молюсками та ракоподібними.
Це яйцеживородні акули.

## Розповсюдження
Мешкає у тропічних водах Індійського, Тихого та Атлантичного океанів.

## Види
- Deania calcea  (Lowe, 1839)
- Deania hystricosa  (Garman, 1906)
- Deania profundorum  (Smith & Radcliffe, 1912)
- Deania quadrispinosum  (McCulloch, 1915)